# Marcel Favier
Pour les articles homonymes, voir Favier.
Marcel Favier, né le 2 mai 1887 à Lille et mort le 4 février 1967 à Saint-Mandé, est un architecte français.

## Biographie
Il commence sa formation à l’École régionale d'architecture de l’École des beaux-arts de Lille. En 1912, il est admis à poursuivre ses études à l’École Nationale des Beaux-Arts de Paris, élève de Victor Laloux. Il est pensionnaire de L'Atelier Wicar à Rome de l'automne 1912 à 1914, puis en 1919. Il termine ses études en 1919.
Il sera mobilisé pour toute la durée de la première guerre mondiale. Il est décoré de la Croix de Guerre et le la Légion d’honneur.
Il est architecte à Lille puis à Saint-Mandé. Ses principales réalisations sont à Lille ou en région parisienne. De 1927 à 1934, il réalise de nombreuses constructions en Palestine.
À partir de 1942, il est directeur de l’école régionale d’architecture de Lille où il a comme élèves Ludwik Peretz et Luc Dupire. En 1946 il devient architecte en chef des bâtiments civils et palais nationaux.

## Principales constructions
- 1925 Immeuble de la Mutualité meunière 48-50, rue de la Vignette et 62, rue Edouard Delesalle à Lille avec Joseph Bardin[2]
- 1927-1932 Consulat général de France à Jérusalem[3]
- 1930 Villa Salameh - Consulat de Belgique, 21 rue Balfour Jérusalem[4]
- 1934 Monastère Notre-Dame-du-Mont-Carmel d'Haïfa
- ca. 1926-27 Reconstruction de la  basilique antique d'Eléona (v. Église du Pater Noster), au Mont des Oliviers
- 1932-1933 Préventorium de Liancourt avec Adolphe Thiers et Joseph Bardin[5]
- 1933 Chapelle Sainte-Jeanne-d'Arc, 42 avenue Louis-Roche à Gennevilliers [6],[7]
- 1959-1964 : École des beaux-arts (actuellement INPI), 97 boulevard Carnot à Lille avec Ludwik Peretz[8]